# Морозкин, Николай Данилович
Никола́й Дани́лович Моро́зкин (род. 27 ноября 1953, Киржеманы, Мордовская АССР) — советский, российский математик; доктор физико-математических наук (1996), профессор (1997); ректор Башкирского государственного университета (ныне Уфимский университет науки и технологий) (2013—2022),  президент БашГУ (ныне Уфимский университет науки и технологий) (с 2022 года), Заслуженный работник высшей школы Российской Федерации.

## Биография
В 1975 году окончил Мордовский государственный университет, в 1980 — аспирантуру Ленинградского государственного университета на факультете прикладной математики.
В 1980—1983 годы — ассистент, старший преподаватель кафедры дифференциальных уравнений Мордовского университета.
С 1983 года преподаёт в Башкирском государственном университете (ныне Уфимский университет науки и технологий): старший преподаватель, доцент, с 1993 — заведующий кафедрой прикладной информатики и численных методов; одновременно с 1997 — проректор по учебной работе.
С 16 мая 2013 года — ректор Башкирского государственного университета (ныне Уфимский университет науки и технологий). 25 октября 2017 избран ректором университета на следующий период.
Входит в состав Попечительского совета Башкирского регионального отделения «Русского географического общества».
7 апреля 2022 года покинул пост ректора БашГУ (ныне Уфимский университет науки и технологий). Преемником назначен Захаров, Вадим Петрович.

## Санкции
6 марта 2022 года после вторжения России на Украину подписал письмо в поддержу российской агрессии. С 9 июня 2022 года находится под персональными санкциями Украины за поддержку войны. Также был внесён ФБК в список коррупционеров и разжигателей войны за поддержку нападения на Украину, 16 марта 2022 года форумом свободной России внесён в «Список Путина» и доклад «поджигателей войны» с предложением введения против него международных санкций.

## Научная деятельность
В 1980 году защитил кандидатскую, в 1996 — докторскую диссертацию; профессор (1997).
Основные направления исследований:
- математическое моделирование,
- информатика,
- оптимизация управления,
- разработка численных методов.

Создал методы решения задач быстродействия с нелинейными выпуклыми фазовыми ограничениями и задач оптимизации управления нагревом с учётом различных технологических ограничений и прочностных свойств нагреваемых изделий. Выполнил исследования по математическому моделированию и расчёту упругих напряжений в медико-биологических системах, в частности, в височно-нижнечелюстном суставе.
Входит в состав советов по защите докторских диссертаций по специальностям: теплофизика и теоретическая теплотехника, механика жидкости, газа и плазмы.
Автор около 100 научных работ, 2 патентов на изобретения.

### Избранные труды
- О сходимости конечномерных приближений в задаче оптимального одномерного нагрева с учетом фазовых ограничений // Журнал вычислительной математики и математической физики. — 1996. — № 10. — С. 12—22.
- Об одном итерационном методе решения задачи оптимального нелинейного нагрева с фазовыми ограничениями // Журнал вычислительной математики и математической физики. — 2000. — Т. 40, № 11. — С. 1615—1632 (соавторы Голичев И. И., Дульцев А. В.).
- Оптимальное управление одномерным нагревом с учетом фазовых ограничений // Математическое моделирование. — 1996. — Т. 8, № 3. — С. 91—110.
- Оптимальное управление процессами нагрева с учетом фазовых ограничений: Учебное пособие. — Уфа: изд-во БашГУ, 1997. — 114 с.
- Оптимизация высокотемпературного индукционного нагрева сплошного цилиндра с учетом ограничений на термонапряжения // Электричество. — 1995. — № 5. — С. 56—60.
- Применение метода конечных элементов для расчета пластового давления в нефтяном месторождении // Нефтяное хозяйство. — 1998. — № 11. — С. 28—30 (соавтор Бикбулатова Г. С.).
- Расчет поля напряжений нижнечелюстного сустава // Математическое моделирование. — 2008. — Т. 20, № 6. — С. 119—128. (соавтор Колонских Д. М.).
- The Convergence of Finite — Dimensional Approximations in the Problem of the Optimal One — Dimensional Heating Taking Phase Constraints into Account // Comp. Math. Phys. — 1996. — Vol. 36, N 10. — P. 1331—1339.

## Награды и звания
- Почётный работник высшего профессионального образования Российской Федерации (2002)[источник не указан 1058 дней]
- Заслуженный деятель науки Республики Башкортостан (2004)[источник не указан 1058 дней]
- Заслуженный работник высшей школы Российской Федерации (2011)[2][15].

## Комментарии
1. ↑  См. страницу обсуждения.